# Zabol
Zabol este un oraș din Iran.